# Saint-Julien-lès-Metz
Pour les articles homonymes, voir Saint-Julien.
Saint-Julien-lès-Metz est une commune française située dans le département de la Moselle, en région Grand Est.

## Géographie
La commune de Saint-Julien-lès-Metz est située à 2 km du centre de Metz. Elle s’étend des rives de la Moselle au sud jusque sur le plateau au nord. Le centre se situe sur le versant. Le ruisseau de Vallières venant de l’est traverse la commune avant de se jeter dans la Moselle.

### Accès
Autrefois distincte de Metz, Saint-Julien-lès-Metz a été peu à peu incorporée au sein de l’agglomération. La route départementale 1 qui longe la Moselle et la route départementale 3, en lacets, qui va vers Bouzonville, traversent la commune.

### Communes limitrophes
Les communes limitrophes sont  Chieulles, La Maxe, Metz, Vantoux et Vany.

### Hydrographie
La commune est située dans le bassin versant du Rhin au sein du bassin Rhin-Meuse. Elle est drainée par le bras mort aval de la Moselle, la Moselle, la Moselle canalisée, le ruisseau de Vallières et le ruisseau de Malroy.
Le bras mort aval de la Moselle, d'une longueur totale de 5,1 km, prend sa source dans la commune de Metz et se jette  dans la Moselle canalisée à Metz, après avoir traversé trois communes.
La Moselle, d’une longueur totale de 560 kilomètres, dont 315 kilomètres en France, prend sa source dans le massif des Vosges au col de Bussang et se jette dans le Rhin à Coblence en Allemagne.
La Moselle canalisée, d'une longueur totale de 135,2 km, prend sa source dans la commune de Pont-Saint-Vincent et se jette  dans la Moselle à Kœnigsmacker, après avoir traversé 61 communes.
Le ruisseau de Vallières, d'une longueur totale de 14 km, prend sa source dans la commune de Glatigny et se jette  dans un bras mort de la Moselle sur la commune en limite avec Metz, après avoir traversé neuf communes.

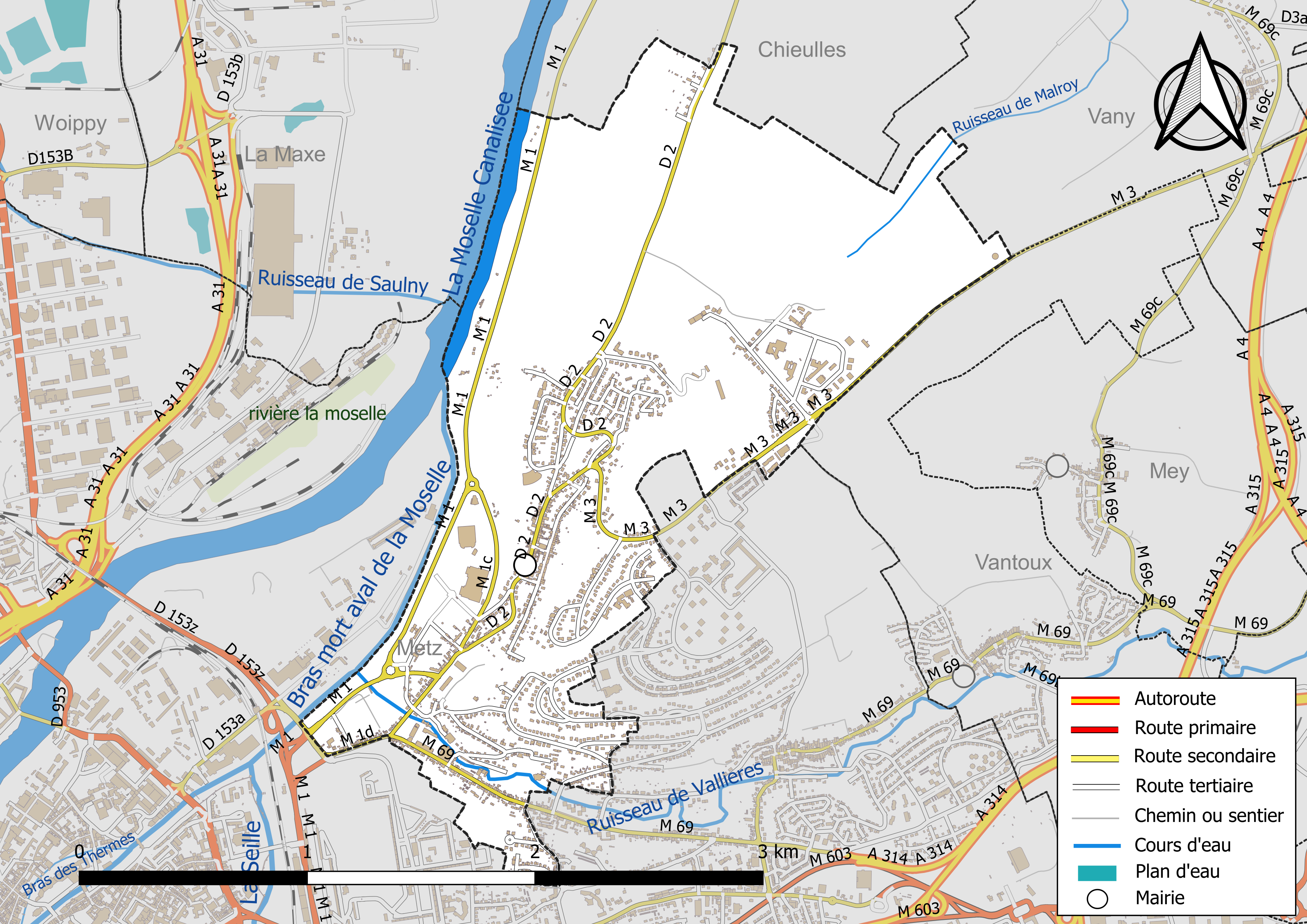
Réseaux hydrographique et routier de Saint-Julien-lès-Metz.

La qualité des eaux des principaux cours d’eau de la commune, notamment du bras mort aval de la Moselle, de la Moselle, de la Moselle canalisée, du ruisseau de Saulny et du ruisseau de Vallières, peut être consultée sur un site dédié géré par les agences de l’eau et l’Agence française pour la biodiversité.

### Climat
Pour des articles plus généraux, voir Climat du Grand Est et Climat de la Moselle.
En 2010, le climat de la commune est de type climat des marges montargnardes, selon une étude du Centre national de la recherche scientifique s'appuyant sur une série de données couvrant la période 1971-2000. En 2020, Météo-France publie une typologie des climats de la France métropolitaine dans laquelle la commune est exposée à un climat semi-continental et est dans la région climatique  Lorraine, plateau de Langres, Morvan, caractérisée par un hiver rude (1,5 °C), des vents modérés et des brouillards fréquents en automne et hiver.
Pour la période 1971-2000, la température annuelle moyenne est de 9,7 °C, avec une amplitude thermique annuelle de 16,9 °C. Le cumul annuel moyen de précipitations est de 784 mm, avec 12,1 jours de précipitations en janvier et 9,1 jours en juillet. Pour la période 1991-2020, la température moyenne annuelle observée sur la station météorologique de Météo-France la plus proche, « Metz-Frescaty », sur la commune d'Augny à 10 km à vol d'oiseau, est de 11,1 °C et le cumul annuel moyen de précipitations est de 713,5 mm. 
La température maximale relevée sur cette station est de 39,7 °C, atteinte le 25 juillet 2019 ; la température minimale est de −23,2 °C, atteinte le 17 février 1956,,.
Les paramètres climatiques de la commune ont été estimés pour le milieu du siècle (2041-2070) selon différents scénarios d'émission de gaz à effet de serre à partir des nouvelles projections climatiques de référence DRIAS-2020. Ils sont consultables sur un site dédié publié par Météo-France en novembre 2022.

## Urbanisme

### Typologie
Au 1er janvier 2024, Saint-Julien-lès-Metz est catégorisée grand centre urbain, selon la nouvelle grille communale de densité à sept niveaux définie par l'Insee en 2022.
Elle appartient à l'unité urbaine de Metz, une agglomération intra-départementale regroupant 42  communes, dont elle est une commune de la banlieue,,. Par ailleurs la commune fait partie de l'aire d'attraction de Metz, dont elle est une commune du pôle principal,. Cette aire, qui regroupe 245 communes, est catégorisée dans les aires de 200 000 à moins de 700 000 habitants,.

### Occupation des sols
L'occupation des sols de la commune, telle qu'elle ressort de la base de données européenne d’occupation biophysique des sols Corine Land Cover (CLC), est marquée par l'importance des territoires artificialisés (48,7 % en 2018), en augmentation par rapport à 1990 (38,9 %). La répartition détaillée en 2018 est la suivante : 
zones urbanisées (40,2 %), forêts (31,5 %), terres arables (18,1 %), zones industrielles ou commerciales et réseaux de communication (6,8 %), espaces verts artificialisés, non agricoles (1,7 %), eaux continentales (1,6 %). L'évolution de l’occupation des sols de la commune et de ses infrastructures peut être observée sur les différentes représentations cartographiques du territoire : la carte de Cassini (XVIIIe siècle), la carte d'état-major (1820-1866) et les cartes ou photos aériennes de l'IGN pour la période actuelle (1950 à aujourd'hui).

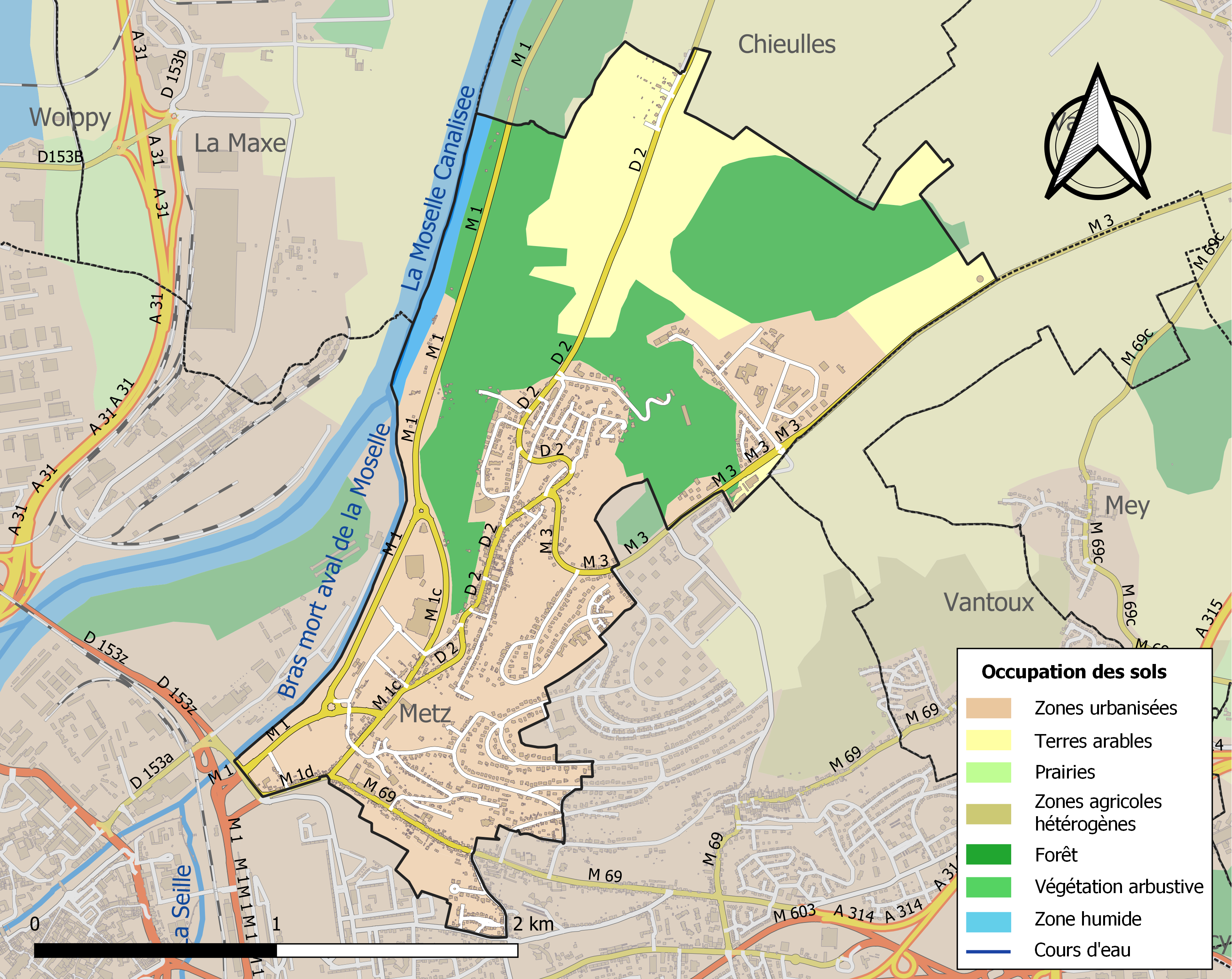
Carte des infrastructures et de l'occupation des sols de la commune en 2018 (CLC).

## Toponymie
Ad sanctum Julianum (945) ; Burgum sancti Juliani (1094) ; Villa sancti Juliani (1192) ; La Croix Saint-Julien (1213) ; Saint-Juliens (1246) ; Saint-Juliant (1287) ; Saint-Julliein (1377) ; Saint-Jullien (1473) ; La paupellerie de Saint-Jullien (1517) ; Sanctus Julianus in Burgo (1544) ; La paupetterie Saint-Julien (1552) ; Le bourg Saint-Julian sur la montagne d'Ésirmont (1553).

## Histoire
Saint-Julien-lès-Metz faisait partie du Pays messin (ban des Treize). Lors de la guerre des quatre seigneurs en 1324, le village fut brûlé. Une partie des habitants trahirent leur camp et allèrent se joindre aux ennemis. Le faubourg situé en avant de la porte du Pont-Rengmont résista cependant à plusieurs assauts, grâce au sire de Bitche. Saint-Julien-lès-Metz a aussi souffert du siège de Metz de 1444.
Le village est entièrement détruit par le duc de Guise en 1552, au cours du siège de Metz de Charles Quint. Le faubourg de Saint-Julien-lès-Metz est détruit en 1731 pour faire place au fort de Belle-Croix : il est reconstruit plus loin en 1733 sur la pente nord-ouest de Bellecroix, avec une église et un presbytère.
Comme les autres communes de Moselle, Saint-Julien-lès-Metz est annexée à l’Empire allemand de 1871 à 1918 et de 1940 à 1944. Lors de la seconde annexion, le 1er octobre 1940, la commune de Saint-Julien, rebaptisée "Sankt Julian" intègre le district urbain de Metz ou "Stadtkreis Metz". Malgré la combativité des troupes allemandes de la 462e Volks-Grenadier-Division de l'armée de Knobelsdorff, Saint-Julien est libérée par la 5e division d’infanterie de l'armée de Patton le 21 novembre 1944, à la fin de la bataille de Metz, mettant ainsi fin à quatre années de souffrance.

## Économie
Saint-Julien-lès-Metz a connu récemment un fort développement économique, consécutif à l’étalement urbain de l’agglomération messine. De nombreuses entreprises s’y sont installées, notamment le complexe cinématographique du Kinepolis, ainsi que des administrations, comme les archives départementales de la Moselle.

## Politique et administration
| Période                                  | Période      | Identité                   | Étiquette | Qualité                                                                      |
| ---------------------------------------- | ------------ | -------------------------- | --------- | ---------------------------------------------------------------------------- |
| 1929                                     | mars 1965    | François Simon (1896-1967) | PCF       | Ouvrier à la Manufacture des tabacs de Metz, ancien combattant Réélu en 1935 |
| mars 1965                                |              | Jean Weber                 |           |                                                                              |
| juin 1995                                | mars 2008    | Marcel Simon               | DVD       | Maire honoraire                                                              |
| mars 2008                                | juillet 2020 | Fabrice Herdé              | DVD       | Expert-comptable 7e vice-président de Metz Métropole (2014 → 2020)           |
| juillet 2020                             | En cours     | Franck Osswald             |           | Cadre administratif et commercial                                            |
| Les données manquantes sont à compléter. |              |                            |           |                                                                              |

L’équipe municipale compte six adjoints et seize conseillers municipaux.

## Population et société

### Démographie
L'évolution du nombre d'habitants est connue à travers les recensements de la population effectués dans la commune depuis 1793. Pour les communes de moins de 10 000 habitants, une enquête de recensement portant sur toute la population est réalisée tous les cinq ans, les populations de référence des années intermédiaires étant quant à elles estimées par interpolation ou extrapolation. Pour la commune, le premier recensement exhaustif entrant dans le cadre du nouveau dispositif a été réalisé en 2006.

En 2022, la commune comptait 3 562 habitants, en évolution de +5,82 % par rapport à 2016 (Moselle : +0,52 %, France hors Mayotte : +2,11 %).
| 1793 | 1800 | 1806 | 1821 | 1836 | 1841 | 1861 | 1866 | 1871 |
| ---- | ---- | ---- | ---- | ---- | ---- | ---- | ---- | ---- |
| 359  | 408  | 419  | 383  | 518  | 465  | 486  | 561  | 821  |

| 1875  | 1880  | 1885  | 1890  | 1895  | 1900  | 1905  | 1910  | 1921  |
| ----- | ----- | ----- | ----- | ----- | ----- | ----- | ----- | ----- |
| 1 134 | 1 340 | 1 181 | 1 482 | 1 494 | 1 520 | 1 603 | 1 181 | 1 101 |

| 1926  | 1931  | 1936  | 1946  | 1954  | 1962  | 1968  | 1975  | 1982  |
| ----- | ----- | ----- | ----- | ----- | ----- | ----- | ----- | ----- |
| 1 208 | 1 349 | 1 572 | 1 801 | 2 045 | 2 719 | 2 678 | 2 667 | 2 990 |

| 1990  | 1999  | 2006  | 2011  | 2016  | 2021  | 2022  | - | - |
| ----- | ----- | ----- | ----- | ----- | ----- | ----- | - | - |
| 2 971 | 3 134 | 2 981 | 2 976 | 3 366 | 3 514 | 3 562 | - | - |

### Santé
La localité accueille un médecin généraliste, une pharmacie et un kinésithérapeute.
Les hôpitaux et cliniques les plus proches sont à Metz (Robert Schuman, Belle-Isle, Claude Bernard, Sainte-Blandine, Mercy). Ce dernier se trouve sur la commune d'Ars-Laquenexy, près du parc des expositions et du quartier résidentiel de la Grange-aux-Bois.

### Culte
La ville dispose de l'église Saint-Julien, rattachée au diocèse de Metz.Un orgue néo-baroque, venu de Hollande, est inauguré dans l’église en juin 2021, sur l’impulsion du curé Loïc Bonisoli.

### Enseignement
Saint-Julien-lès-Metz possède deux établissements scolaires :
- l'école maternelle Croque-Soleil
- l'école élémentaire Paul-Langevin

Le collège public du secteur est le collège Jules-Lagneau, situé à Metz, où se trouvent également les lycées les plus proches.

## Culture locale et patrimoine

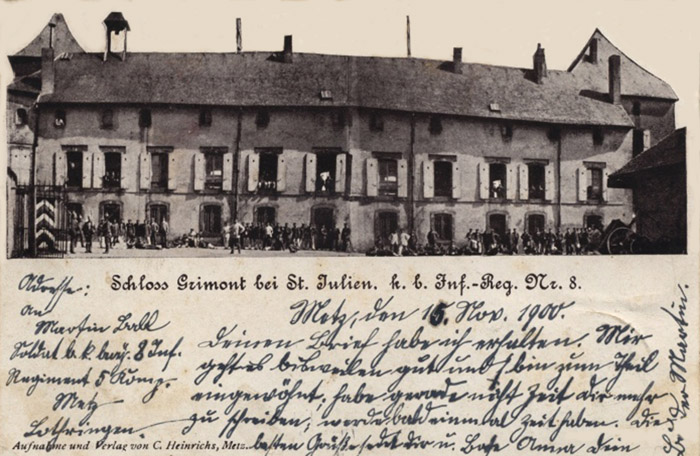
Château de Grimond : casernement de l'Inf. Reg. Nr.8 (vers 1900).

### Lieux et monuments
- Maison à colombages de 1906 (en cours de démolition)[29]. Alors que la commune voisine de Metz sauvegarde son patrimoine, au nom de l'intérêt général, en étendant son secteur sauvegardé[30], la commune de Saint-Julien-lès-Metz laisse détruire son patrimoine architectural, au nom d'intérêts privés[31].
- Ancien moulin (auj. détruit): le moulin à farine qui n’est pas rentable devient moulin à papier, il est détruit une première fois au début du XVIe siècle ; reconstruit un siècle plus tard, il devient la propriété de la congrégation de Notre-Dame de Metz ; un incendie ravage le bâtiment du XVIIe siècle en 1983, et la municipalité décide de le raser[32] ;
- Pont du Moulin (auj. détruit), construit au XIVe siècle, les inondations des années 1980 ont eu raison de l’ouvrage ; l’édifice, jugé « vétuste » est détruit. Un nouveau pont, plus large, remplace l'ancien, en août 2009[32] ;
- Passage d’une voie romaine ; vestiges four, aqueduc, statuettes ;
- Château de Grimont, XIVe siècle, reconstruit au XVIIIe siècle ; surplombe Saint-Julien-lès-Metz à côté des archives départementales de la Moselle ; détruit jusqu'en 2010. Le château a été réhabilité en 2013, en 20 logements sociaux passifs pour une somme de 2 194 329 €[33],[34] ;
- « Jardins ouvriers », en contrebas de la rue Paul-Langevin, le long de la rue Moselle ;
- Zones de loisirs : complexe cinématographique Kinépolis de quatorze salles, bowling, restaurants… ;
- Archives départementales de la Moselle ; les étagères présentent plus de 35 km linéaires d’archives départementales, 60 % des documents datent d’après 1940, 13 % pour la période 1800–1940 et 15 % avant 1790. Le Cercle généalogique de Moselle et de Cercle généalogique de Pays messin y ont installé leurs bureaux[32] ;

#### Édifices religieux
- Église Saint-Julien, 1968 ; et son orgue typique Verschueren de Hollande
- Ermitage Sainte-Anne, chapelle XIXe siècle, érigé par le lieutenant Christophe Frote[35] pour faire pénitence ; en piteux état et avec une partie du toit qui commençait à tomber, il fut détruit fin 2012 pour laisser place à des maisons individuelles et des logements sociaux.

#### Ouvrages militaires
- Fort de Saint-Julien : le fort fait partie de la première ceinture des fortifications de Metz. Il est situé sur les hauteurs de Saint-Julien-lès-Metz et surplombe la ville et la vallée de la Moselle. En 1867, Napoléon III décide d’urgence de passer un décret gouvernemental pour construire le fort de Saint-Julien, le Groupe fortifié du Saint-Quentin et le fort Saint-Privat. La construction commence en 1867 et lorsque la guerre éclate en 1870 le fort n’est toujours pas achevé. Les Allemands en prennent possession : il le renomme fort Manteuffel et en finiront la construction de 1871 à 1891. Il y aurait eu inscrit à l’intérieur du bâtiment « Érigé pour protéger l’Allemagne et défier la France » mais l’inscription aurait disparu après la victoire de 1918. Une partie du fort abrite aujourd’hui un restaurant spécialisé dans les plats lorrains et alsaciens[32].

### Jumelages
- Bort-les-Orgues (France).

### Personnalités de la commune

#### Personnalités nées à Saint-Julien-lès-Metz
- Paul Émile Diou (1855-1914), général français.

### Héraldique
| Blason de Saint-Julien-lès-Metz | Blason  | Parti d'argent et de sable, au chêne posé sur un mont de trois coupeaux mouvant d'une champagne ondée, le tout brochant de l'un en l'autre. |
| Blason de Saint-Julien-lès-Metz | Détails | Le statut officiel du blason reste à déterminer.                                                                                            |